# Tristan Rivière

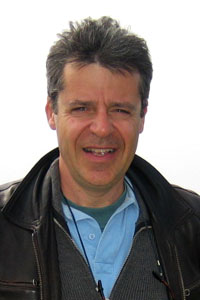
Tristan Rivière, Insel Ouessant, 2011

Tristan Rivière (* 26. November 1967 in Brest) ist ein französischer Mathematiker, der sich mit Partiellen Differentialgleichungen und Variationsrechnung befasst.
Rivière studierte an der École polytechnique und wurde 1993 an der Universität Paris VI bei Fabrice Béthuel promoviert (Application harmonique entre varietes). 1992 wurde er Chargé de Recherche des CNRS. 1997 habilitierte er sich an der Universität Paris-Süd in Orsay. 1999 bis 2000 war er Visiting Associate Professor am Courant Institute (New York University). Seit 2003 ist er ordentlicher Professor an der ETH Zürich und seit 2009 Direktor des Forschungsinstituts für Mathematik an der ETH.
Er befasst sich mit partiellen Differentialgleichungen aus Physik (Flüssigkristalle, Bose-Einstein-Kondensation, Mikromagnetismus, Ginzburg-Landau-Gleichungen aus der Supraleitung, Yang-Mills-Gleichungen) und Differentialgeometrie (harmonische Abbildungen zwischen Mannigfaltigkeiten, Krümmungsflüsse, Minimalflächen und Willmore-Flächen) und hier insbesondere mit nichtlinearen Phänomenen, Bildung von Vortices und anderen Strukturen und Regularitätsfragen.
1996 erhielt er die Bronze-Medaille des CNRS und 2003 die erste Stampacchia-Medaille. 2002 war er Invited Speaker auf dem Internationalen Mathematikerkongress in Peking (Bubbling, quantization and regularity issues in geometric non-linear analysis).

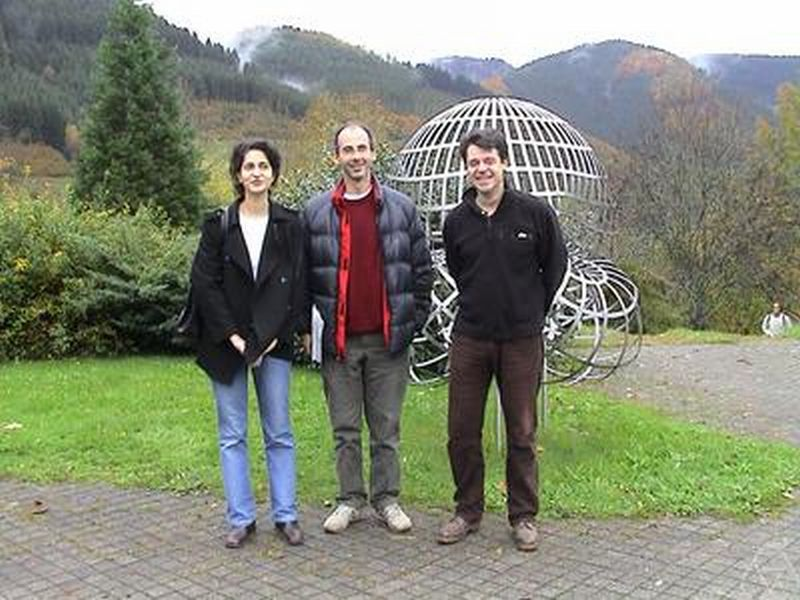
Von links: Sylvia Serfaty, Etienne Sandier, Tristan Rivière, Oberwolfach 2002

## Schriften
- Everywhere discontinuous Harmonic Maps into Spheres, Acta Matematica, 175, (1995), 197-226
- mit F. Pacard: Linear and Nonlinear Aspects of Vortices. Birkhäuser 2000
- Conservation laws for conformally invariant variational problems. Inventiones Math., 168 (2007), 1-22
- mit R. Hardt: Connecting rational homotopy type singularities of maps between manifolds. Acta Matematica, 200 (2008), 15-83
- Analysis Aspects of Willmore Surfaces. Inventiones Math., 174 (2008), no. 1, 1-45
- mit G. Tian: The singular set of 1-1 Integral currents. Annals of Math., 169 (2009), no. 3, 741-794
- mit Y. Bernard: Energy Quantization for Willmore Surfaces and Applications. Annals of Math., (2) 180 (2014), no. 1, 87-136
- A viscosity method in the min-max theory of minimal surfaces. Publications mathématiques de l'IHÉS, 126 (2017), no. 1, 177-246